# Charles Buvignier
Pour les articles homonymes, voir Buvignier.
Jean Charles Victor Buvignier (né le 1er janvier 1823 à Verdun dans la Meuse et mort le 24 décembre 1902 à Verdun) est un homme politique français.

## Biographie
Il est le frère de Nicolas-Amand Buvignier (1808-1880), géologue, et d'Isidore Eugène Buvignier, député de la Meuse en 1849-1850. Son père, Jean Buvignier, prêtre constitutionnel en 1793 puis  marié, rentre dans l'opposition sous la Restauration et devient conseiller général de la Meuse en 1830 jusqu'à sa mort en 1840. Jean Charles Victor Buvignier fait ses études à la faculté de Droit de Toulouse mais il en est exclu en 1841 pour avoir participé à des réunions républicaines. Il poursuit ses études à Paris et rencontre le général Cavaignac. Son diplôme obtenu, il rentre à Verdun et devient avocat tout en collaborant au journal La Réforme. Il adhère à la République de 1848 et devient sous-préfet de Montmédy. Il quitte ses fonctions en mars 1849 tout en gardant une certaine popularité. Il dénonce le coup d'État du 2 décembre 1851 dans Le Démocrate de la Meuse et lance un appel à la « résistance », mais sans obtenir de soutien. Il est exilé en Belgique et ne revient en France qu'après une autorisation et devient un interné à Verdun[pas clair]. Il s'adonne alors àla numismatique et s'intéresse à l'histoire locale et à l'archéologie. Amnistié en 1860, il obtient un emploi dans la Compagnie du canal de Suez à Paris en tant que chef du secrétariat entre 1863 et 1871. Il enseigne aussi à l'Association polytechnique[Quoi ?]. 
En 1871, il refuse un poste de préfet de la Meuse et entre dans les services historiques[Quoi ?] à Paris. Il participe à la publication des registres de la prévôté des marchands. Il est élu député républicain de la Meuse de 1881 à 1894, circonscription alors acquise à la droite. En 1889, il vote contre le général Boulanger et les députés de la Ligue des patriotes. Influent dans la Meuse, il soutient Raymond Poincaré en 1887 lors de sa première élection, le présentant comme futur président de la République[pas clair], ainsi que Louis Prud'homme-Havette en 1894 à sa succession face à Louis Maury, maire de Verdun, lui permettant de gagner. Il est ensuite élu sénateur de la Meuse en 1894 après la mort de Victor Schœlcher, sénateur inamovible, et dont le siège vacant a été attribué à la Meuse. À sa mort en 1902, il est le dernier des républicains meusiens du Second Empire.